# Janvier 1742
Cette page présente les faits marquants du mois de janvier 1742.

## Événements
- 14 janvier : Joseph François Dupleix, devient le Directeur Général des comptoirs français aux Indes à Pondichéry[1]. Il colonise une partie de l'Inde au profit de la France.